# Mortierella strangulata
Mortierella strangulata är en svampart som beskrevs av Tiegh. 1875. Mortierella strangulata ingår i släktet Mortierella och familjen Mortierellaceae.   Inga underarter finns listade i Catalogue of Life.